# Radonice (Varsovie-ouest)
Pour les articles homonymes, voir Radonice.
Radonice [radɔˈnit͡sɛ] est un village polonais de la gmina de Błonie situé dans le powiat de Varsovie-ouest et dans la voïvodie de Mazovie, dans le centre-est de la Pologne.
Il est situé à environ 4 kilomètres à l'ouest de Błonie, à 15 kilomètres à l'ouest de Ożarów Mazowiecki (le chef-lieu du district), et à 28 kilomètres à l'ouest de Varsovie.
En 2000, le village a une population de 216 habitants.